# Prealerta
Prealerta o alerta preventiva es el estado que se establece en los organismos de respuesta ante la información sobre la posible ocurrencia de una calamidad.
En estado de prealerta se realizan las primeras medidas previstas para enfrentar una calamidad.
Primero de los tres posibles estados de mando que se producen en la fase de emergencia del programa de auxilio (prealerta, alerta y alarma).